# Joan Botam
Joan Botam i Casals, noto anche col nome religioso di Fra Salvador de les Borges (Les Borges Blanques, 21 settembre 1926 – Barcellona, 30 novembre 2023), è stato un presbitero, teologo e frate cappuccino spagnolo.

## Biografia
Terminati gli studi, lavora sia al Registro della Proprietà, che nel reparto di amministrazione del municipio di Les Borges Blanques. Nel 1944 entra come novizio nell'ordine dei cappuccini in Arenys de Mar. Nel 1952 viene ordinato prete. Nel 1955 egli si laurea in Teologia sia presso l’Università Pontificia di Salamanca che nella Pontificia Università Gregoriana di Roma. Nel 1957 viene nominato vicedirettore, e più tardi direttore, del Collegio di Filosofia e Teologia dei Frati Minori Cappuccini.
Interessato alla cultura catalana, il suo lavoro del 1956, "Arnau de Vilanova, moralista"  riceve il Premio Jaume Serra i Húnter, donato dall' Institut d'Estudis Catalans. Negli anni a venire manifesta interesse anche per l'escursionismo. Nel 1963 viene nominato provinciale dei Frati Minori cappuccini della Catalogna e cappellano dell'istituzione ecumenica Pax Christi. In questa posizione incoraggiò diverse iniziative sulla pace e l'ecumenismo. In seguito partecipò alla fondazione dell'Istituto Víctor Seix di polemologia, formò parte della giuria per la concessione del Memoriale Giovanni XXIII collaborando attivamente con la resistenza culturale antifranchista. A causa del suo coinvolgimento, il governatore civile di Barcellona, Antonio Ibáñez Freire tentò di esiliarlo, ma le autorità religiose e il Vaticano intervennero per evitarlo.
Nel 1984 egli fondò il Centro Ecumenico della Catalogna allo scopo di promuovere il dialogo fra ortodossi, anglicani, cattolici e protestanti. Nel 1992, approfittando la celebrazione dei Giochi della XXV Olimpiade a Barcellona perché tutti gli sportivi di diverse religioni abbiano uno spazio in comune per la preghiera, partecipò alla Plataforma Interculturale di Barcellona, per promuovere il dialogo fra le religioni. Così nacque il centro Abramo del Poblenou. Fu poi nominato presidente dell'Unione di Religiosi della Catalogna, e uno dei promotori del Primo Congresso di Vita Religiosa in Catalogna.
Nel 1997 egli fu presidente della Commissione elaboratrice del disegno di Centro Interreligioso / Servizio Municipale per l'Attenzione alle Persone e Aggruppamenti Religiosi di Barcellona. Nel 2000 rappresentò Barcellona, in coppia con Enric Capó, al Summit del Millennio dei capi religiosi ed spirituali nelle Nazioni Unite.
Nel 2010 ricevette la Croce di san Giorgio per il suo contributo al dialogo fra religioni, per promuovere la pace, la convivenza e l'intendimento tra culture. Ha inoltre ricevuto il Premio in convivenza e dialogo interreligioso del Gruppo di Lavoro Stabile di Religioni.